# Aquila János
A kifejezés szűkebb értelmében (alább részletesen kifejtve) Aquila János (latinul Johannes Aquila teljes nevén Johannes Aquila de Rakespurga a lakóhelye, esetleg születési helye után: Radkersburg, Regede) 14. században, a Magyar Királyság délnyugati részén alkotott freskófestő és építész. Valódi neve és nemzetisége ismeretlen, származásáról és életéről jóformán csak a képeiből kihüvelyezhető információkból tudunk. A freskókon hátrahagyott „Johannes Aquila” felirat voltaképpen nem művésznév (bár akként kezeljük), hanem művész státuszának jelképes megjelölése.
Tágabb értelemben ugyanis „aquila jánosoknak” a középkorban az ihletett egyházművészeket nevezték. Az ő védőszentjük János evangélista volt, és mivel az ő szimbóluma a sas, e kettő kombinációja adta a művészeket jelölő szókapcsolatot.

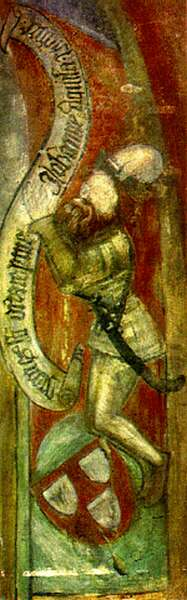
Aquila János önarcképe a mártonhelyi templomban

## Életpályája
Egyik freskója szerint a 14. század második felében született, Regedén (Radkersburg). Abból, mert Johannesként írta nevét, feltételezik, hogy német származású lehetett. Mivel önarcképein arca és viselete magyaros, valószínűsítik, hogy a család, de legalábbis a festő erősen elmagyarosodhatott. Iskolázottságára abból következtetnek, hogy feliratait latin nyelven írta – latin és hittanulmányait klerikusként szerezhette.
A tanulás után Ágoston-rendi építkezéseken vett részt, hogy építészetet tanuljon. Ez a hatás érezhető épületeinek alaprajzán, szerkezetén. Valószínűleg tanulhatta el a támpilléres építkezést (a magyar építészetben ez cseh hatás). Később megtanult festeni is; ekkor válhatott szokásává a feliratszalagok festése. Mindezek után Magyarország nyugati részén több faluban is felkérték a templom kifestésére.
- Elsőként a veleméri Szentháromság-templom freskóit festette meg 1377–1378-ban.
- 1392-ben ő építette, majd festette ki a mártonhelyi (ma Martjanci, Szlovénia) templomot.

A kisnemes megrendelők ebben a két faluban megengedték, hogy egy-egy freskón önarcképét is megörökítse.
- 1383-89 között Bántornyán munkálkodott (ma Turnišče): 1383-ban a szentélyt festette ki, 1389-ben a templom hajóját. Itt látható egyik legismertebb munkája, Szent László legendája, önarcképének megfestését azonban a megrendelő Bánffy család nem engedélyezte.
- A századforduló körül Regedén élt és tevékenykedett; 1389-ben festette ki ott a Pistorhaust.

Ez idő tájt már nem egyedül festett, hanem festőiskolát alapított.
- 1405-ben festette ki műhelyével a fölöstömi (ma Fürstenfeld) Augustinekirche szentélyét.

Halálának idejéről és helyéről nincs adat.

## Freskói

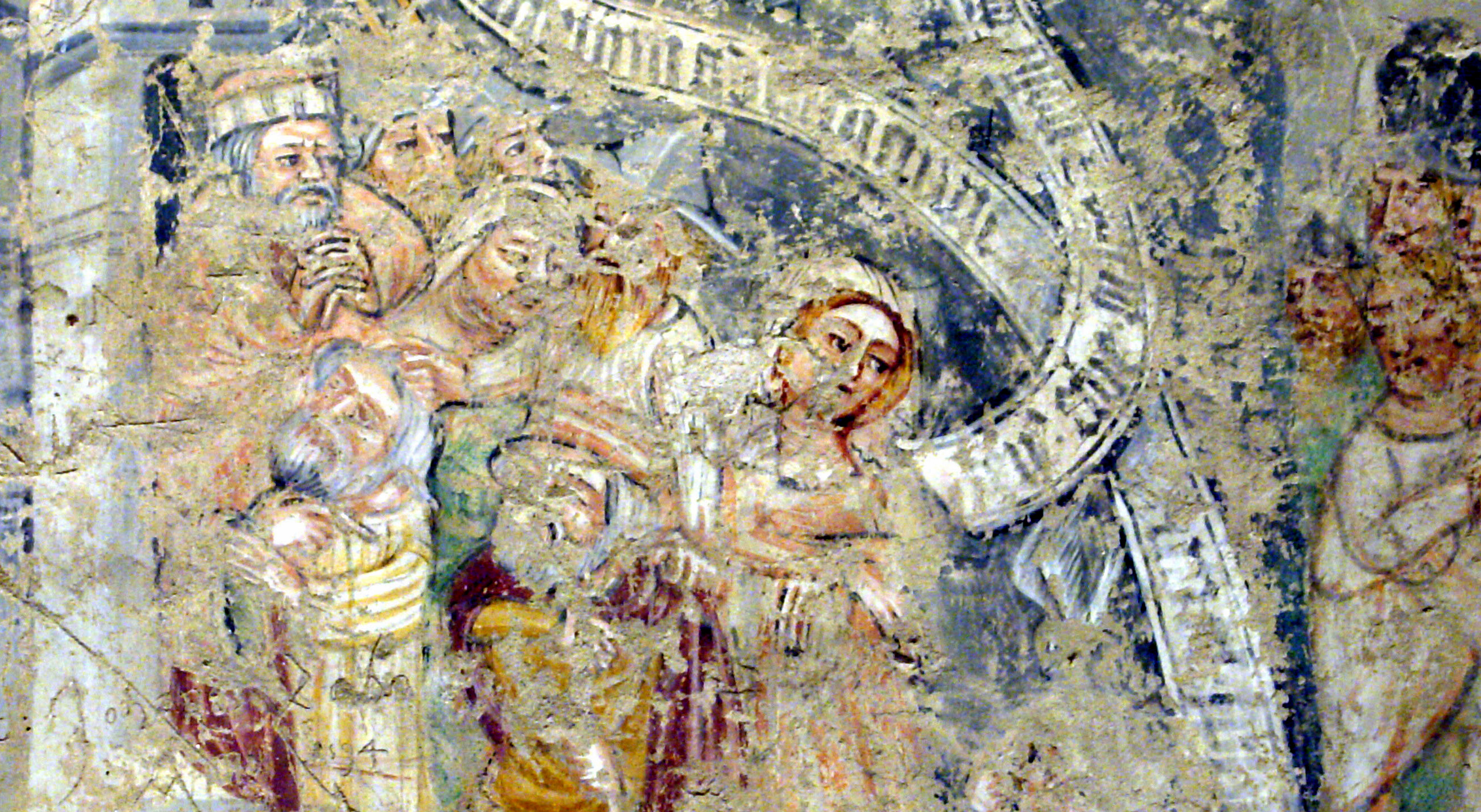
Bántornya

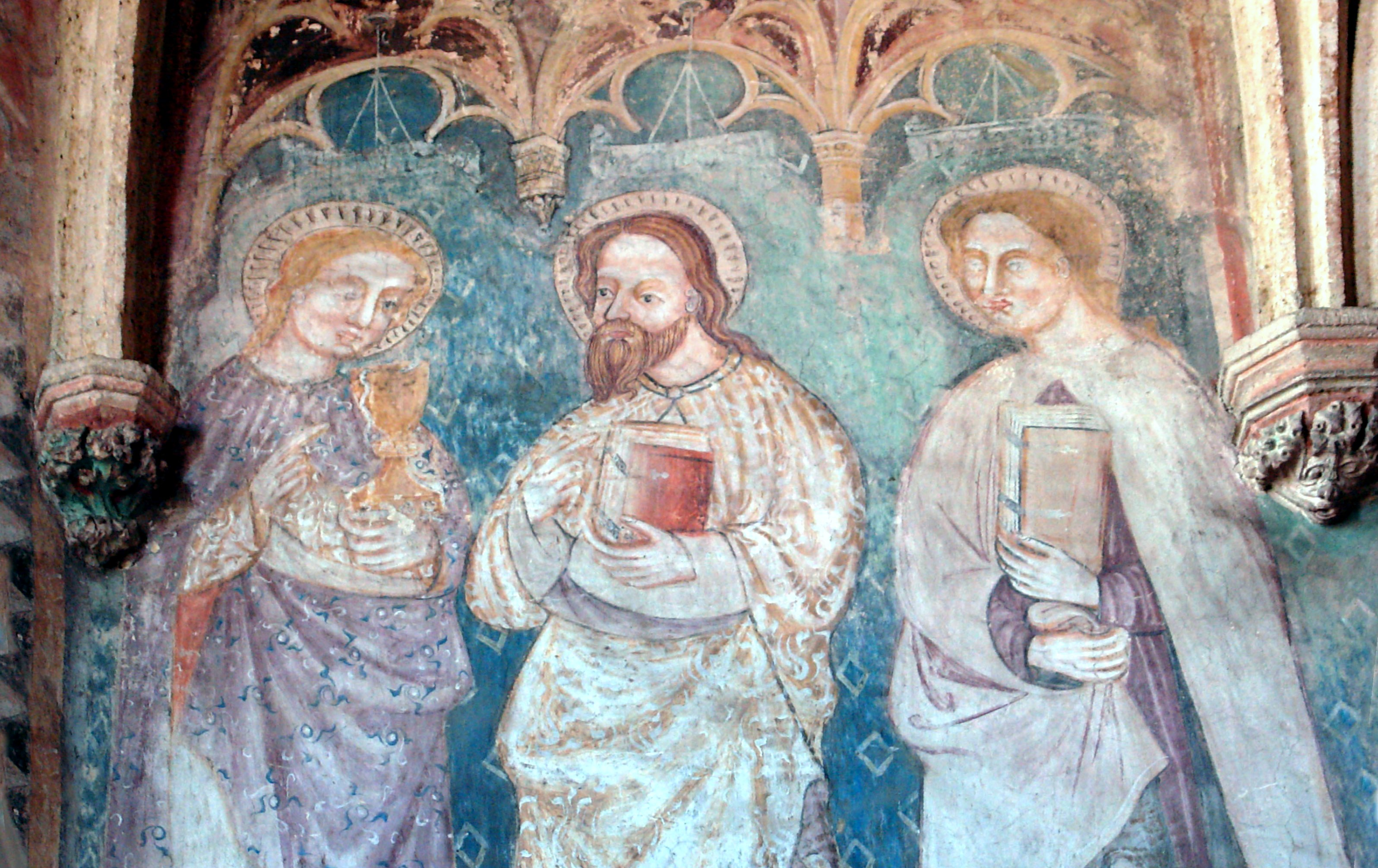
Mártonhely

Freskóinak stílusa azt a felső-itáliai és csehországi elemeket egyesítő udvari ideált követi, amely a fénnyel mintázott, plasztikus figurákat, a perspektivikus építészeti elemeket és a mozgalmas drapériákat egyesíti a portré- és csendélet-realizmus igényeivel. Az elsők között festett önarcképet.
Híres freskói:
- Önarckép (Velemér, Mártonhely)
- Szt. Anna harmadmagával (Velemér, Mártonhely)
- Katalin-legenda (Bántornya)
- Borbála-legenda (Bántornya)
- Zsuzsanna-történet (Bántornya)
- Márton-legenda (Mártonhely)
- Evangélisták (Velemér, Mártonhely)
- Szent László legenda (Cserhalmi ütközet) (Bántornya)
- Szt. György alakja (Velemér, Mártonhely)
- Krisztus (Velemér, Bántornya)
- Háromkirályok látogatása Betlehemben a kis Jézusnál (Velemér, Mártonhely, Nagytótlak)

## Emlékezete
Az életének ismert színtereit és fennmaradt műveit ismertető táblákkal bemutató turistaprogram az Aquila út, amelynek helyszínei négy országban (Magyarország, Horvátország, Szlovénia, Ausztria) vannak.